# Oriximiná
Oriximiná, amtlich portugiesisch Município de Oriximiná, ist eine Gemeinde im Bundesstaat Pará im Norden von Brasilien. 2010 hatte die Gemeinde etwa 63.000 Einwohner. Die Bevölkerung wurde zum 1. Juli 2021 auf 74.921 Einwohner geschätzt, die sich eine große Gemeindefläche teilen und Oriximinaenser (oriximinaenses) genannt werden.

## Geographie
Die Gemeinde Oriximiná liegt im Nordwesten Parás und im Amazonasbecken. Sie grenzt an die Bundesstaaten Amazonas und Roraima und hat Auslandsgrenzen zu Guyana und Suriname. 
Umliegende Gemeinden sind Óbidos, Faro, Terra Santa, Juruti (Pará), Caroebe (Roraima), Nhamundá (Amazonas), Alto Takutu–Alto Essequibo (Guyana), Sipaliwini (Suriname).
Mit einer Fläche von 107.603 km² ist sie die flächenmäßig zweitgrößte Gemeinde Parás und die viertgrößte Brasiliens, größer als Portugal oder Österreich.
Der Ort Oriximiná und als städtisch bebauter Raum der Sitz des gleichnamigen Munizips liegt am linken Ufer des Rio Trombetas.

## Geschichte
Oriximiná wurde ab 1877 von Europäern besiedelt. Es war unter dem Namen Santo Antônio do Uruá-Tapera bekannt und verlor zeitweise durch das Lei n.° 729 vom 3. April 1900 die Selbständigkeit, als es als Distrito de Oriximiná in Óbidos eingemeindet wurde. Erst durch das Gesetz Nr. 1.442 vom 24. Dezember 1934 erfolgte eine Wiederausgliederung und Oriximiná erhielt dauerhaft die Stadtrechte als Munizip.

## Bevölkerung

### Ethnische Zusammensetzung
Ethnische Gruppen nach der statistischen Einteilung des IBGE (Stand 2000 mit 48.332 Einwohnern, Stand 2010 mit 62.794 Einwohnern): Von diesen lebten 2010 40.147 Einwohner im städtischen Bereich und 22.647 im ländlichen Raum und Regenwaldgebiet.
| Gruppe      | Anteil 2000 | Anteil 2010 | Anmerkung                        |
| ----------- | ----------- | ----------- | -------------------------------- |
| Brancos     | 12.085      | ▼ 9.412     | Weiße, Nachfahren von Europäern  |
| Pardos      | 30.080      | ▲ 43.077    | Mischrassige, Mulatten, Mestizen |
| Pretos      | 3.607       | ▲ 7.038     | Schwarze                         |
| Amarelos    | 117         | ▲ 297       | Asiaten                          |
| Indígenas   | 2.171       | ▲ 2.970     | indigene Bevölkerung             |
| ohne Angabe | 273         | –           |                                  |

## Wirtschaft
In 40 Kilometer Entfernung Oriximinás gelegen, befindet sich mit Porto Trombetas das wichtigste Bauxit-Abbaugebiet Brasiliens und „die drittgrößte Bauxitmine der Welt. […] Hier lagern die fünftgrößten bereits erschlossenen Bauxitreserven der Welt. [… und] hier fördert man gut 70 Prozent des gesamten brasilianischen Bauxits.“ Für den unmittelbaren Bauxit-Abbau – ohne Werksanlagen und Infrastruktur – „(werden) nach Angaben der Mineração Rio do Norte, die die Mine betreibt, […] pro Jahr über 100 Hektar Regenwald gerodet.“
Porto Trombetas ist zugleich eine der Gemeinde Oriximiná zugehörige städtische Agglomeration, die dem Wirtschaftszweck der Mine dient: „Die Stadt Porto Trombetas, die als ‚Company Town‘ für das gleichnamige Bergwerk […] entstand.“

## Verkehr
Etwa 8 km vom Ort Oriximiná entfernt befindet sich nordöstlich der Flughafen Oriximiná.